# Nastri d'argento 1972
La 27ª edizione dei Nastri d'argento si è tenuta nel 1972.

## Vincitori e candidati

### Regista del miglior film
- Luchino Visconti - Morte a Venezia
- Elio Petri - La classe operaia va in paradiso
- Damiano Damiani - Confessione di un commissario di polizia al procuratore della repubblica

### Miglior regista esordiente
- Alberto Bevilacqua - La Califfa
- Dacia Maraini - L'amore coniugale

### Miglior produttore
- Mario Cecchi Gori - per il complesso della produzione
- Alfredo Bini - per il complesso della produzione
- Angelo Rizzoli - Per grazia ricevuta
- Euro International Film

### Miglior soggetto originale
- Nino Manfredi - Per grazia ricevuta
- Elio Petri e Ugo Pirro - La classe operaia va in paradiso
- Rodolfo Sonego - Detenuto in attesa di giudizio

### Migliore sceneggiatura
- Leonardo Benvenuti, Piero De Bernardi e Nino Manfredi - Per grazia ricevuta
- Giuliano Montaldo, Fabrizio Onofri e Ottavio Jemma - Sacco e Vanzetti
- Elio Petri e Ugo Pirro - La classe operaia va in paradiso

### Migliore attrice protagonista
- Mariangela Melato - La classe operaia va in paradiso
- Giovanna Ralli - Una prostituta al servizio del pubblico e in regola con le leggi dello stato
- Rosanna Schiaffino - La Betìa ovvero in amore, per ogni gaudenza, ci vuole sofferenza

### Migliore attore protagonista
- Riccardo Cucciolla - Sacco e Vanzetti
- Gian Maria Volonté - La classe operaia va in paradiso
- Alberto Sordi - Bello, onesto, emigrato Australia sposerebbe compaesana illibata

### Migliore attrice non protagonista
- Marina Berti - La Califfa (ex aequo)
- Silvana Mangano - Morte a Venezia (ex aequo)
- Paola Borboni - Per grazia ricevuta

### Migliore attore non protagonista
- Salvo Randone - La classe operaia va in paradiso
- Lino Toffolo - Il merlo maschio
- Romolo Valli - Morte a Venezia

### Migliore attrice esordiente
- Rosanna Fratello - Sacco e Vanzetti

### Migliore attore esordiente
- Il premio non viene consegnato
- Ruggero Mastroianni - Scipione detto anche l'Africano
- Nazzareno Natale - Detenuto in attesa di giudizio

### Migliore musica
- Ennio Morricone - Sacco e Vanzetti
- Guido De Angelis - Per grazia ricevuta
- Riz Ortolani - Il merlo maschio
- Carlo Rustichelli - Bubù

### Migliore fotografia
- Pasqualino De Santis - Morte a Venezia
- Tonino Delli Colli - Il Decameron
- Roberto Gerardi - La Califfa
- Vittorio Storaro - Addio fratello crudele

### Migliore scenografia
- Ferdinando Scarfiotti - Morte a Venezia
- Mario Ceroli - Addio fratello crudele
- Danilo Donati - Per grazia ricevuta

### Migliori costumi
- Piero Tosi - Morte a Venezia

### Regista del miglior film straniero
- Ken Russell - I diavoli (The Devils)
- Bob Rafelson - Cinque pezzi facili (Five Easy Pieces)
- Joseph Losey - Messaggero d'amore (The Go-Between)

### Regista del miglior cortometraggio
- Bruno Bozzetto - I sottaceti

### Miglior produttore di cortometraggi
- Corona Cinematografica - per il complesso della produzione

### Attestato di merito ai registi di cortometraggi
- Max Massimino Garnier - Ecce Homo
- Fabrizio Palombelli e Carlo Prota – Inquinamento sonoro
- Giuseppe Ferrara - La fabbrica degli angeli